# Neotypus tenerifae
Neotypus tenerifae là một loài tò vò trong họ Ichneumonidae.